# Irune Dorado
Irune Dorado Alosete (Pozuelo de Alarcón, 22 de marzo de 2008) es una futbolista española. Juega como centrocampista en Real Madrid C. F. de la Primera División Femenina de España. Es internacional con la selección sub-19 española.

## Trayectoria
Dorado comenzó a practicar fútbol a los seis años en la Asociación Cultural y Deportiva Fátima, un club de fútbol con sede en el distrito de Carabanchel en Madrid. En 2017, se unió a las categorías inferiores del Atlético de Madrid, donde pasaría cuatro temporadas. En 2021, a sus 13 años, finalmente se trasladó al Real Madrid, donde inicialmente formó parte del plantel sub-16 (Cadete). De 2022 a 2024, jugó en la categoría Juvenil y debutó el 28 de octubre de 2023 con el equipo B del club, que en ese momento jugaba en la Segunda Federación y lograría el ascenso a la Primera Federación esa misma temporada. En junio de 2024, ganó la Copa Juvenil, organizada por primera vez por la Federación Española de Fútbol, ganando 2-1 en la final contra el Barcelona.
El 31 de enero de 2025, Dorado debutó con el primer equipo del Real Madrid en un partido de la Liga F ante el Deportivo Espanyol, entrando como suplente de Filippa Angeldal en el minuto 67.

## Clubes
| Club                  | País   | Año             |
| --------------------- | ------ | --------------- |
| Real Madrid C. F. "B" | España | 2023 - presente |
| Real Madrid C. F.     | España | 2025 - presente |

## Palmarés

### Títulos nacionales
| Título                      | Club                  | País   | Año     |
| --------------------------- | --------------------- | ------ | ------- |
| Segunda Federación Femenina | Real Madrid C. F. "B" | España | 2023-24 |
| Torneo Juvenil              | Real Madrid C. F. "B" | España | 2024    |
| Torneo Juvenil              | Real Madrid C. F. "B" | España | 2025    |

### Títulos internacionales
| Título                    | Equipo | Sede    | Año  |
| ------------------------- | ------ | ------- | ---- |
| Campeonato Europeo Sub-17 | España | Suecia  | 2024 |
| Campeonato Europeo Sub-19 | España | Polonia | 2025 |

### Distinciones individuales
| Distinción                                            | Año  |
| ----------------------------------------------------- | ---- |
| Mejor Equipo del Torneo del Campeonato Europeo Sub-19 | 2025 |